# Języki ilirskie
Języki ilirskie albo iliryjskie, także: język iliryjski – wspólna nazwa nadana prawdopodobnie blisko spokrewnionym ze sobą wymarłym językom z rodziny indoeuropejskiej, używanym w starożytności przez plemiona iliryjskie na obszarze zachodnich Bałkanów oraz południowo-wschodniej Italii (dzisiejszy włoski region Apulia, na tym terenie w użyciu był język mesapijski).
Informacje na temat tych języków są szczątkowe, gdyż Ilirowie po włączeniu ich ziem do Cesarstwa Rzymskiego ulegli romanizacji, a od VII wieku, na skutek pojawienia się Słowian, slawizacji.
Niektórzy językoznawcy sądzą, że istnieją związki pomiędzy językami iliryjskimi a albańskim, lub nawet że ten jest ich kontynuatorem; nie zostało to jednak do końca potwierdzone.